# Strepsicrates penechra
Strepsicrates penechra is een vlinder uit de familie bladrollers (Tortricidae). De wetenschappelijke naam voor deze soort is voor het eerst geldig gepubliceerd in 1989 door Diakonoff.
De soort komt voor in tropisch Afrika.